# Tuğba Toptaş
Tuğba Toptaş (* 11. Juli 2000 in Kars) ist eine türkische Leichtathletin, die sich auf den Mittelstreckenlauf spezialisiert hat.

## Sportliche Laufbahn
Erste internationale Erfahrungen sammelte Tuğba Toptaş im Jahr 2017, als sie bei den U18-Weltmeisterschaften in Nairobi im 800-Meter-Lauf das Halbfinale erreichte und dort mit 2:12,39 min ausschied. 2019 gewann sie dann bei den U20-Europameisterschaften in Borås in 4:28,13 min die Bronzemedaille im 1500-Meter-Lauf. Im Jahr darauf belegte sie dann bei den Balkan-Hallenmeisterschaften in Istanbul in 2:10,05 min den vierten Platz über 800 Meter und bei den Balkan-Hallenmeisterschaften 2021 ebendort erreichte sie nach 2:11,88 min Rang acht. Ende Juni wurde sie bei den Freiluftmeisterschaften in Smederevo in 2:07,72 min Siebte und schied kurz darauf bei den U23-Europameisterschaften in Tallinn mit 2:06,40 min in der ersten Runde aus. Im Dezember belegte sie bei den Crosslauf-Europameisterschaften in Dublin in 18:58 min den zehnten Platz mit der türkischen Mixed-Staffel. 2022 siegte sie in 2:05,51 min über 800 m bei den Balkan-Hallenmeisterschaften in Istanbul. Im Juni wurde sie bei den Balkan-Meisterschaften in Craiova in 2:04,84 min Vierte über 800 Meter und belegte auch mit der türkischen 4-mal-400-Meter-Staffel in 3:42,42 min den vierten Platz. Anschließend gelangte sie bei den Mittelmeerspielen in Oran mit 2:05,33 min auf Rang acht und gewann mit der Staffel in 3:43,13 min die Bronzemedaille hinter den Teams aus Italien und Slowenien.
2023 schied sie bei den Halleneuropameisterschaften in Istanbul mit 2:08,14 min in der Vorrunde über 800 Meter aus und im Juni wurde sie bei der 1. Liga der Team-Europameisterschaft im Rahmen der Europaspiele in Chorzów in 2:03,63 min Fünfte im B-Lauf. Im Jahr darauf gelangte sie bei den Balkan-Hallenmeisterschaften in Istanbul mit 2:08,91 min auf den neunten Platz. Ende Mai siegte sie bei den Balkan-Meisterschaften in Izmir in 4:12,83 min über 1500 Meter und belegte in 2:03,18 min den siebten Platz über 800 Meter. Im Dezember gelangte sie dann bei den Crosslauf-Europameisterschaften in Antalya nach 19:04 min auf den achten Platz in der Mixed-Staffel. 2025 siegte sie in 4:23,96 min über 1500 Meter bei den Balkan-Hallenmeisterschaften in Belgrad. Im Juli schied sie bei den World University Games in Bochum mit 2:04,35 min im Halbfinale über 800 Meter aus und verpasste mit 4:1972 min den Finaleinzug über 1500 Meter.
2021 wurde Toptaş türkische Meisterin im 800-Meter-Lauf im Freien sowie 2021 und 2022 in der Halle. Zudem wurde sie 2024 Hallenmeisterin über 1500 Meter.

## Persönliche Bestleistungen
- 800 Meter: 2:03,18 min, 25. Mai 2024 in Izmir
  - 800 Meter (Halle): 2:04,73 min, 18. Februar 2024 in Istanbul
- 1500 Meter: 4:12,58 min, 30. Juni 2024 in Izmir
  - 1500 Meter (Halle): 4:19,57 min, 27. Januar 2025 in Istanbul